# Gastronomia de Gascunya

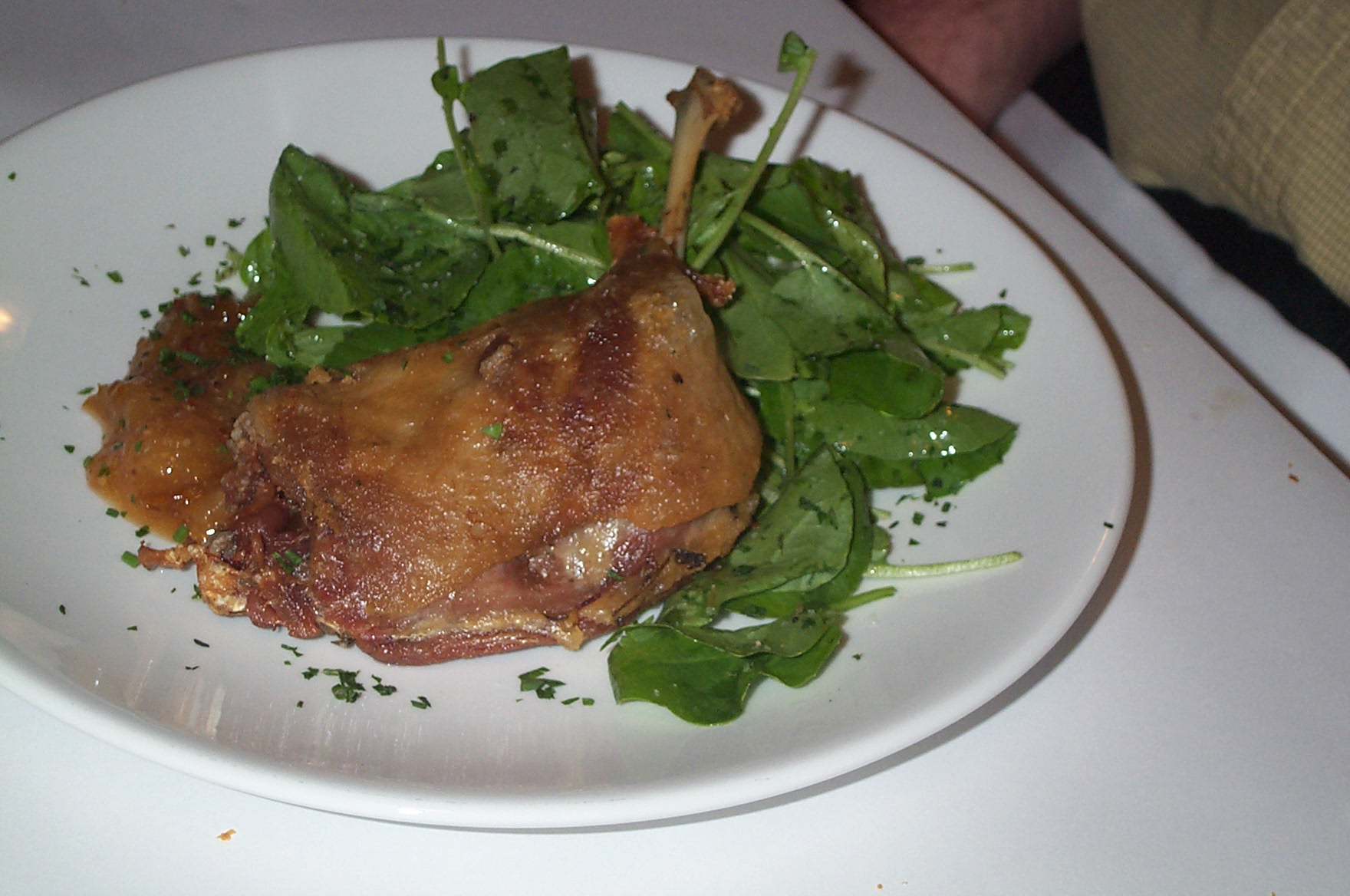
Una cuixa confitada d'ànec amb mesclum (amanida verda)

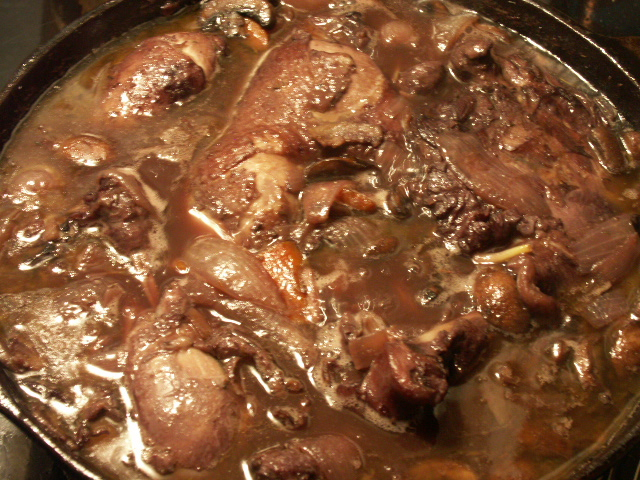
Pollastre estofat amb molt vi (coq au vin)

La cuina gascona és la cuina tradicional de Gascunya, que forma part de la cuina occitana en el seu vessant atlàntic, i per la qual cosa utilitza greix animal i no oli d'oliva. És una cuina humil, pagesa i casolana de caràcter continental, que malgrat estar al costat del mar, prefereix els peixos de riu i encara més la carn, en principi aus diverses. Ara és una regió que consta de grans boscos, però han estat plantats recentment, per la qual cosa els productes típics del bosc tradicionalment no són tan presents com al nord d'Occitània. A França s'inclou en un terme bastant difós, la dita cuina del sud-oest, que inclou també la cuina llenguadociana, la basca i d'altres. La cuina aranesa és bàsicament gascona de muntanya però amb una certa influència catalana i algunes particularitats.

## Ingredients bàsics
- Carn: pollastre, ànec, oca, carn de caça (en especial, aus petites: colom, alàudids, hortolà, etc.)
- Verdura: col, porro, mongeta, espàrrecs verts cultivats
- Tubèrculs: patata, pastanaga, nap, ceba, all
- Peix i marisc: truita de riu, angula, musclo. Ara es comença a introduir el salmó, apreciat per la seva semblança amb la truita.
- Fruita: Poma, castanya
- Greix: greix d'oca o d'ànec, nata
- Altres: Pa, formatge, vi, cep i altres bolets

## Plats
- Garbura, era la sopa que es menjava cada dia a pagès[1] a base de verdures, pa i, quan es podia, una mica de cansalada o carn confitada.
- Sopa gratinada (la gratinée), en una sopera familiar o en bols individuals, es posen capes alternes de verdura, llesques de pa i formatge, acabant sempre amb formatge. Es mulla tot amb aigua, s'afegeix una mica de pebre negre i coia al forn (a 220 °C).[1]
- Alicòt,[2] un plat de menuts d'ànec estofats el nom del qual ve d'ala i coll, en occità. Altres noms -no normatius ni correctes, però que es fan servir- d'aquest plat són alycuit,[2] alycot,[2] aliquid[2] i alicui;[2] que no s'han de confondre amb l'aligot. El mateix plat existeix en algunes zones de Catalunya, on s'anomena escaldums,[2] colls i punys,[2] caps i puntes,[2] etc.
- Carns confitades, el confitat en el mateix greix era el mètode de conserva de les carns,[1] majoritàriament ànec, oca i porc, que era el que es disposava. Ara l'ànec confitat és molt apreciat a França, però tradicionalment era un menjar de pobres. De fet, ha passat una mica com als Països Catalans (i l'Occitània propera) amb el bacallà salat, amb la diferència que per a molts occitans menjar ànec -o una altra carn- confitada segueix sent menjar una cosa que hom ha tret d'una llauna i prou, mentre que el bacallà dessalat encara necessita una certa preparació.
- Carn estofada amb vi, és un plat casolà que es fa a tota Occitània. A Gascunya típicament es pot fer amb ànec o oca,[3] al Llemosí i Gascunya a més amb pollastre (coq au vin) o amb bou, amb bou també es fa a Provença (daube de bou), etc. Són com els estofats clàssics dels Països Catalans però amb la diferència que se li sol posar una ampolla sencera de vi en comptes d'un got o un raig. Els catalans, a més, en general solen tenir una mica més de verdura (pèsol, pastanaga, mongeta verda, carxofa, bolet, etc.)
- Escaoüdom, un plat a base de llom de porc guisat en vi licorós.[3]
- Escauton, una mena de farinetes de les Landes que poden ser agredolces o salades.[4]
- Els hortolans són ocells que es menjaven al forn amb armanyac i greix d'oca, però ara la seva caça està prohibida i ja no es mengen.[1] Sí que es continua caçant com a esport, i menjant, el colom (palombe).[1]
- Salmis,[3] de peces de caça, colom o altres aus. La carn es desossa, es talla a trossos i es rosteix mentre que, a part, es fa una salsa espessa amb les carcasses polvoritzades i les vísceres, a la qual s'acaba de coure la carn.[5]
- Sanqueta, preparació a base de sang fregida d'aviram, comparable amb la sanganhèta aranesa.[6] En general, en occità sanqueta vol dir sang fregida.

## Companatges
- Derivats de l'ànec i l'oca: fetge gras, coll farcit, patés, etc.

## Postres i dolços

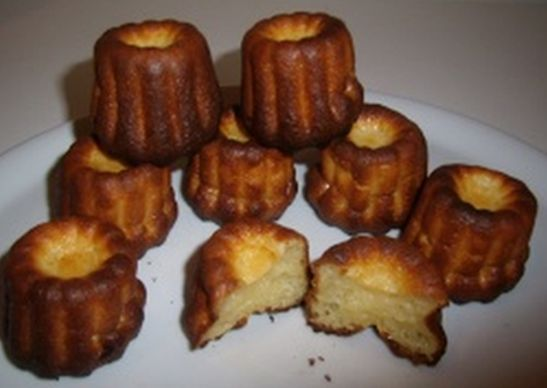
Un plat d'acanalats

- Acanalats,[5] uns petits pastissos de la mida d'un iogurt, aromatitzats amb rom i vainilla molt més secs, densos i compactes que, per exemple, els borratxos.
- Una versió de la crostada dels Pirineus diferent, amb pasta fullada.
- Farinetes dolces (milhàs),[4] una mena de pastisset flam amb farina de blat o de blat de moro i que sembla una quiche dolça.
- Meravelles, (en francès, merveilles) una versió occitana de les flores de sartén aragoneses, però que molt sovint tenen formes molt més simples (triangles o quadrats).
- Pastis bourrit, un cóc alt perfumat amb un pèl de rom.[3]
- Tartera, (tortiera en occità; tourtière en francès)[3] un pastís que en canvi s'assembla bastant a la crostada que es fa al Pirineu, potser per això fan la crostada diferent.

## Begudes
- Vi: destaca el vi de Bordeus
- Armanyac[3]

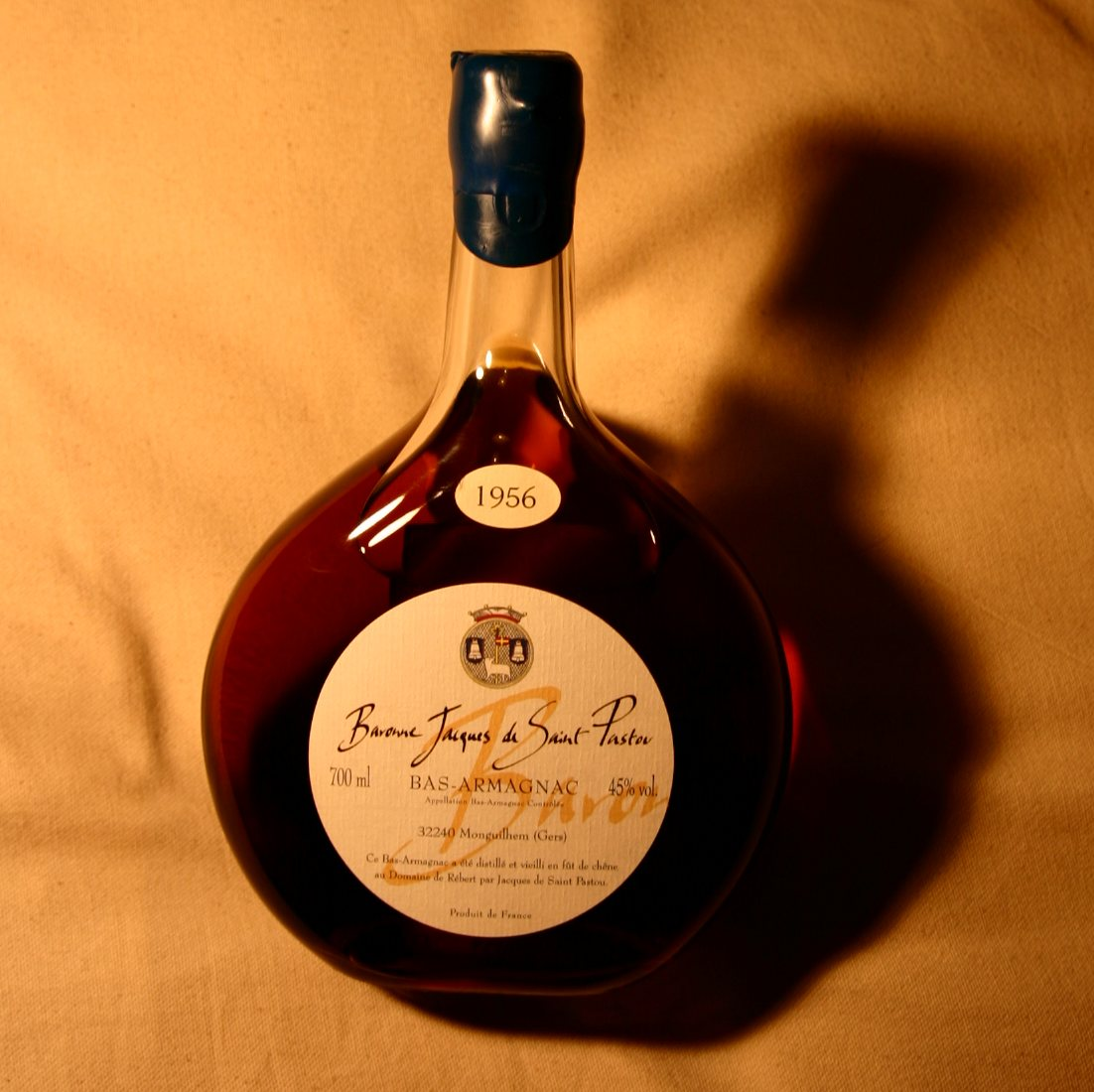
Una ampolla d'armanyac

- Flor de Gascunya (Floc de Gasconha, en occità)[3]
- Pousse Rapière, aperitiu que es fa amb 5/6 de vi blanc escumós i 1/6 d'un licor fet amb taronja marinada en armanyac[3]
- Maceracions de fruites en armanyac.[3]